# Сандей Акінбуле
Айонфе Сандей Акінбуле (англ. Ayonfe Sunday Akinbule, нар. 27 жовтня 1996, Лагос, Нігерія) — нігерійський футболіст, нападник латвійського клубу «Спартакс» (Юрмала), який виступає за білоруський клуб «Шахтар» (Солігорськ).

## Життєпис
Народився в Лагосі, дорослу футбольну кар'єру розпочав 2015 року в складі нігерійського клубу «Гейтвейт Юнайтед».
У 2016 році виїхав до Португалії, де підписав контракт з «Фаренсе». Дебютував за нову команду 7 лютого 2016 року в нічийному (0:0) домашньому поєдинку Сегунда-Ліги проти «Мафри». Сандей вийшов на поле в стартовому складі та відіграв увесь матч. Дебютним голом у дорослому футболі відзначився 13 листопада 2016 року на 90+21-ій хвилині переможного (2:0) виїзного поєдинку 10-го туру Третьої ліги Португалії проти «Армасененсеш». Акінбуле вийшов на поле в стартовому складі та відіграв увесь матч. У команді провів півтора сезони, за цей час у чемпіонатах Портуалії зіграв 20 матчів та відзначився 2-ма голами. З 2017 по 2019 рік виступав за інші клуби Третьої ліги Португалії: «Сертаненсе» та «Фелгейраш».
У 2019 році перейшов до «Хапоеля» (Раанана), але вже незабаром опинився в саудівському «Аль-Вашмі». Наприкінці грудня 2019 року залишив Саудівську Аравію та перебрався до Латвії, де став гравцем місцевого «Спартакса» (Юрмала). Так і не зігравши жодного офіційного матчу, у березні 2021 року відправився в оренду до кінця 2021 року до «Шахтаря». Дебютував у футболці солігорського 20 березня 2021 року в переможному (2:1) виїзному поєдинку 2-го туру Вищої ліги проти «Енергетика-БДУ». Сандей вийшов на поле на 88-ій хвилині, замінивши Дембо Дарбо.